# Scalmicauda podarce
Scalmicauda podarce är en fjärilsart som beskrevs av Sergius G. Kiriakoff 1968. Scalmicauda podarce ingår i släktet Scalmicauda och familjen tandspinnare. Inga underarter finns listade.